# Centrale de Jiaxing
 (juillet 2021).
Si vous disposez d'ouvrages ou d'articles de référence ou si vous connaissez des sites web de qualité traitant du thème abordé ici, merci de compléter l'article en donnant les références utiles à sa vérifiabilité et en les liant à la section « Notes et références ».
La Centrale de Jiaxing est une centrale thermique alimentée au charbon située dans la province du Zhejiang en Chine.